# Episodi di Darkwing Duck
La seguente voce contiene la lista degli episodi della serie televisiva animata Darkwing Duck.

## Prima stagione

### Panico nella notte (prima parte)
- Titolo originale: Darkly Dawns the Duck: Part 1
- Trama: Darkwing Duck è un combattente del crimine poco conosciuto in attesa della sua grande occasione, e della fama che ne deriverebbe. Ma quando si mette sulle tracce del perfido e malvagio Toros Bulba, finisce nei guai, più di quanto si sarebbe potuto immaginare.

### Panico nella notte (seconda parte)
- Titolo originale: Darkly Dawns the Duck: Part 2
- Trama: Ocalina è ora sotto la protezione di Darkwing, ma Toros Bulba è ancora alla sua ricerca. Darkwing, allora, troverà un piano per fare in modo che gli scagnozzi del criminale vengono sconfitti e, con la potente coalizione con Ocalina e Jet, uniscono le forze per sconfiggere sia Toros Bulba che il suo crudele avvoltoio per salvare Saint Canard.

### La bella e la barbabietola
- Titolo originale: Beauty and the Beet
- Trama: Reginald Clorofix è uno scienziato appassionato di piante. Preso in giro dai suoi colleghi, per vendetta, decide di trasformarsi in un papero vegetale, catturando la dottoressa Rosa Scarlatta per costringerla a sposarlo. Darkwing e Jet tentano di fermarlo.

### Scala ridotta
- Titolo originale: Getting Antsy
- Trama: Darkwing e Jet scoprono delle città in miniatura. Il loro creatore è Lilliput, un papero aiutato da un esercito di formiche.

### La notte delle patate viventi
- Titolo originale: Night of the Living Spud
- Trama: Clorofix, nel tentativo di far crescere in un vaso la sua futura sposa, sbaglia ingredienti creando un'enorme patata vampiro che impazza per la campagna, vampirizzando tutti.

### L'antropologa scomparsa
- Titolo originale: Apes of Wrath
- Trama: Darkwing, Ocalina e Jet si trovano nella giungla alla ricerca di un'antropologa allevata dai gorilla.

### Crimini col candeggio
- Titolo originale: Dirty Money
- Trama: La criminale Ammonia Pine (Ammoniaca) sta dominando su St. Canard, mentre la rivalità fra Darkwing e Grizzlycloff assume toni indimenticabili.

### Vicolo cieco
- Titolo originale: Duck Blind
- Trama: Darkwing viene accecato mentre s'imbatte contro Megavolt, un topo criminale che domina il potere dell'elettricità.

### Fumetto a quattro mani
- Titolo originale: Comic Book Capers
- Trama: Darkwing per farsi notare dalla gente crea una storia di fumetti. Anche Megavolt per vendicarsi tenta di fare la stessa cosa.

### Il deserto acquatico
- Titolo originale: Water Way to Go
- Trama: Darkwing, Jet e l'agente dell'organizzazione F.O.W.L., Becco D'Acciaio, salvano il deserto arabo da un acquazzone.

### La macchina del tempo
- Titolo originale: Paraducks
- Trama: Darkwing e Ocalina, viaggiando con una macchina del tempo, ritornano ai tempi dell'infanzia di Darkwing e scoprono che da adolescente lui era pauroso ed imbranato.

### L'albero dei soldi
- Titolo originale: Easy Comes, Easy Grows
- Trama: Clorofix inventa una formula per creare l'albero dei soldi.

### La rivolta degli elettrodomestici
- Titolo originale: A Revolution in Home Appliances
- Trama: Megavolt viene elettrificato con la sua nuova invenzione, che gli consente di trasformare normali elettrodomestici in cose viventi. Assembla un gruppo composto da una poltrona da salone, un frigorifero, una chitarra e una TV. Darkwing Duck deve fermarli prima che subentrino a St. Canard.

### Scambio di corpi
- Titolo originale: Trading Faces
- Trama: Per arrestare Becco D'Acciaio, Darkwing, Jet, Ocalina e Tonnaso si sono scambiati i corpi.

### Il fantasma della soap opera
- Titolo originale: Hush, Hush Sweet Charlatan
- Trama: Darkwing Duck si ritrova a recitare in un film diretto dal suo apparentemente redento ex nemico Tuskernini

### Fame di fama
- Titolo originale: Can't Bayou Love
- Trama: Darkwing Duck dovrà vedersela con Jambalaya Jake

### Un parco innaturale
- Titolo originale: Bearskin Thug
- Trama: Darkwing porta Gosalyn in campeggio per insegnarle i grandi spazi aperti. Il parco nazionale è stato evacuato a causa di un orso mostruoso che ha attaccato sia i campeggiatori che gli animali selvatici. Era l'idea di Becco D'Acciaio.

### L'elisir della giovinezza
- Titolo originale: You Sweat Your Life
- Trama: Darkwing e Beppe sono alle prese con tre lestofanti che vogliono rubare l'elisir della giovinezza.

### I giorni dell'errore
- Titolo originale: Days of Blunder
- Trama: Il papero criminale Quackerjack vuole liberarsi Darkwing Duck. Escogita allora un ingegnoso piano: si traveste da psicoterapeuta convincendo il rivale di non avere la stoffa per fare il supereroe. Ma Darkwing capirà che in realtà si tratta di un imbroglio.

### La grande sfida (prima parte)
- Titolo originale: Just Us Justice Ducks: Part 1
- Trama: I cinque criminali più efferati di St. Canard: Megavolt, Quackerjack, Clorofix, il cane acquatico Liquidator e Negaduck, il gemello malvagio di Darkwing Duck, dominano la città con il pugno di ferro.

### La grande sfida (seconda parte)
- Titolo originale: Just Us Justice Ducks: Part 2
- Trama: I cinque, hanno conquistato St. Canard, e rapiscono anche Morgana, Stego, Robopap e Nettunia, eroici amici di Darkwing, ma lui cercherà di aiutarli. Con la formazione dei Paperi della Giustizia, Negaduck e i suoi scagnozzi non hanno scampo e, grazie alla riconquista di St. Canard, i Cinici Cinque vengono sconfitti, lasciando la vittoria al team di Darkwing Duck.

### Doppio Darkwing
- Titolo originale: Double Darkwings
- Trama: Per vendicarsi di Darkwing, Jambalaya Jake, aiutato da sua nonna, si fa creare una speciale polvere magica che lanciata per errore, controlla la volontà di Jet McQuack mettendolo contro l'eroe

### Paperofobia
- Titolo originale: Aduckyphobia
- Trama: Darkwing viene mutato da un ragno mentre tenta di fermare il professor Talponi.

### L'invasione degli ultracorpi
- Titolo originale: When Aliens Collide
- Trama: Ocalina trova un piccolo alieno di nome Wacko che in realtà si rivela un pericoloso criminale dello spazio.

### Futuro preistorico
- Titolo originale: Jurassic Jumble
- Trama: Ocalina e Tonnaso incappano in un mite dinosauro, Stego, in realtà è un papero bidello trasformato dal Prof. Fossil. Il pazzo, anch'esso dinosauro, intende annientare l'umanità.

### Come ripulire una banca
- Titolo originale: Cleaniiness is Next to Badliness
- Trama: Becco D'Acciaio e Ammonia Pine formano un'alleanza per pulire le banche per rapina. Intanto Ocalina fa un fanclub su Darkwing Duck.

### Lezioni da campioni
- Titolo originale: Smarter Than a Speeding Bullet
- Trama: Mentre Darkwing e Jet sono sulle tracce di Becco D'Acciaio, giunge un uomo enorme e muscoloso quanto goffo e ingenuo. Il suo nome è Cometiano, e sta cercando un supereroe.

### La regina del ghiaccio
- Titolo originale: All's Fahrenheit in Love and War
- Trama: Darkwing e Jet sono alle prese con la regina del ghiaccio Frigida.

### Videogiochi da combattimento
- Titolo alternativo: Giochi di Ruolo
- Titolo originale: Whiffle While You Work
- Trama: Darkwing e Ocalina scoprono che Quackerjack desidera partecipare ad una sfida di videogame.

### Il ladro di sogni
- Titolo originale: Ghoul of My Dreams
- Trama: Darkwing sogna che la sua amata Morgana venga catturata da un elfo maligno.

### Adotta un criminale
- Titolo originale: Adopt-a-Con
- Trama: Darkwing dovrà convincere in un processo, che Tuskernini abbia realizzato una delle sue cattive idee.

### La guerra dei giocattoli
- Titolo originale: Toys Czar Us
- Trama: Dopo essere stato richiamato dalla preside a causa del comportamento di Ocalina, Darkwing abbandona i panni dell'eroe per fare il papà. Ma Quackerjack è in agguato.

### Le origini segrete di Darkwing Duck
- Titolo originale: The Secret Origins of Darkwing Duck
- Trama: La storia delle origini segrete di Darkwing Duck vengono raccontate nel futuro da un bidello magico

### Il ferro di cavallo
- Titolo originale: Up, Up and Awry
- Trama: Megavolt si è impadronito dei ferri di cavallo di tutta la città, mentre Darkwing Duck è sulle sue tracce. Ma a risolvere la situazione ci pensa Robopap, un supereroe robotizzato.

### La banda degli imbranati
- Titolo originale: Life, the Negaverse and Everything
- Trama: Darkwing segue Negaduck in pasticceria, ma vengono scaraventati in universo "diversamente contrario".

### L'acqua Frizzalina
- Titolo originale: Dry Hard
- Trama: Il terribile Liquidator

### Le fatiche della psiche
- Titolo originale: Heavy Mental
- Trama:

### Giochi di ruolo
- Titolo originale: Disguise the Limit
- Trama: Mentre si trova sulle tracce di Negaduck, Darkwing crede di essere colpevole di un furto. In realtà il vero colpevole è il suo gemello.

### Il pianeta dei superpoteri
- Titolo alternativo: Darkwing professore
- Titolo originale: Planet of the Capes
- Trama: Cometiano è venuto a trovare Darkwing.

### Sulla rotta dei corsari
- Titolo alternativo: Darkwing Doblone
- Titolo originale: Darkwing Doubloon
- Trama: La storia di Darkwing Duck contro i Cinici Cinque è raccontata in un'epoca di pirati

### Sistemati per le feste
- Titolo originale: It's a Wonderful Leaf
- Trama: È Natale, e, come di consueto, tutti si affannano a fare regali. Ma, a rovinare la festa a tutti ci pensa Clorofix, organizzando la rivolta degli Alberi di Natale.

### Un programma elettrizzante
- Titolo originale: Twitching Channels
- Trama: Megavolt s'impossessa dell'elettricità televisiva, ma Darkwing lo insegue fino al mondo reale.

### Paperetta rossa
- Titolo originale: Dances with Bigfoot
- Trama:

### Cavoli mostruosi
- Titolo originale: Twin Beaks
- Trama: Clorofix è stato rapito dalle creature simili a dei cavoli
- Note: l'episodio, scritto da Ted Stones e Jan Strnad e diretto da Stones, è la parodia della serie I segreti di Twin Peaks.

### L'incredibile Bulk
- Titolo alternativo: Il Superfertilizzante
- Titolo originale: The Incredible Bulk
- Trama: Clorofix inventa un superfertilizzante per trasformare i fiori in esseri muscolosi

### Il filtro d'amore
- Titolo originale: My Valentine Ghoul
- Trama: Darkwing e Morgana festeggiano il giorno di San Valentino, ma Negaduck cerca di somministragli un filtro d'amore.

### Un papero all'altro mondo
- Titolo originale: Dead Duck
- Trama: Per colpa di Megavolt, Darkwing muore in un incidente. Mentre Lucifero e San Pietro discutono se spedirlo all'Inferno o mandarlo in Paradiso, lui torna sulla Terra come fantasma. Ma alla fine si renderà conto di aver fatto solo un brutto sogno.

### Il furto in maschera
- Titolo originale: An Duck By Any Other Name
- Trama: Tuskernini è in agguato. Intanto Jet, per errore, si scopre di rivelarsi l'identità segreta di Darkwing Duck

### Il nuovo Darkwing Duck
- Titolo originale: Let's Get Respectable
- Trama: Negaduck scopre che Darkwing non è più lo stesso, ma è nuovamente un eroe.

### Dalla missione alla pensione
- Titolo originale: In Like Blunt
- Trama: Darkwing e Jet con un nuovo compagno Derek Blunt vanno in un'isola di Phineas Sharp che ingaggia vari furfanti per mettere all'asta l'elenco degli agenti S.H.U.S.H.

### Un salto nel passato
- Titolo originale: Quack of Ages
- Trama: Darkwing Duck deve tornare indietro nel tempo, nel 1924, per far sì che Quackerjack non impedisca l'invenzione dello jo-jo. Qualcosa però non funziona, e alla fine tutti si ritrovano nel Medioevo.

### Ritorno al presente
- Titolo originale: Time and Punishment
- Trama: Ocalina va per sbaglio nel futuro con Quackerjack e Megavolt con la trottola del tempo, e scopre che Darkwing senza di lei è tremendamente cambiato.

### Galeotto fu il biscotto
- Titolo originale: Stressed to Kill
- Trama: Megavolt e Quackerjack sono in agguato, e Darkwing crede di aver perduto la testa. Ma con l'aiuto dei due, Darkwing riuscirà a tornarsene com'era prima, al momento in cui l'intera città di St. Canard si trovava in pericolo.

### La squadra Darkwing
- Titolo originale: The Darkwing Squad
- Trama: Per annientare Becco D'Acciaio, servirà una banda a lui identica, ma sarà comunque del tutto inutile. Darkwing in questo frangente non conta niente.

### La casalinga eroica
- Titolo originale: Inside Binkie's Brain
- Trama: Alice viene colpita da una palla da bowling e diventa la supereroina Canardian Guardian, per annientare Megavolt.

### Il caso dell'uomo nero
- Titolo originale: The Haunting of Mr. Banana Brain
- Trama: Mentre Darkwing insegue Quackerjack, compare il fantasma di un misterioso papero pagliaccio, Paddywhack.

### Il piantagrane
- Titolo originale: Slime Okay, You're Okay
- Trama: Ocalina viene trasformata in una bambina melmosa, per colpa di una formula di Clorofix.

### La storia minestra di vita
- Titolo originale: Whirled History
- Trama: Ocalina non volendo studiare storia, sogna che il suo libro si trasformi in un tappeto volante in grado di portarla a spasso nel tempo. Ma Megavolt la scopre e la cattura.

### Il discolo volante
- Titolo originale: U.F. Foe
- Trama: Jet viene rapito da un disco volante. In realtà si tratta della regina degli alieni che intende sposarlo per portare il divertimento sul suo pianeta e sui diversi pianeti della galassia.

### Clorofix Show
- Titolo originale: A Star is Scourned
- Trama: Darkwing, accompagnato da Ocalina, si reca presso gli studios di Saint Canard per discutere del suo show. Ma i due scoprono che gli amministratori desiderano assegnare la parte principale a Clorofix.

### Robinia Hood
- Titolo originale: The Quiverwing Quack
- Trama: Negaduck semina il panico in città, così Ocalina, nonostante i litigi con il padre, diventa Robinia Hood.

### L'occhio mistico
- Titolo originale: Jail Bird
- Trama: Negaduck, Clorofix, Liquidator, Megavolt e Quackerjack rubano l'occhio mistico, uno smeraldo con il potere di assorbire l'attitudine e l'energia delle persone. Ma Darkwing interviene.

### Operazione pulizia
- Titolo originale: Dirtysomething
- Trama: Ammonia Pine e sua sorella domniano insieme St. Canard ripulendo. Ma Darkwing ha un piano.

### Il drago bambino
- Titolo originale: Kung Fooled
- Trama: Talponi ...

### Non è vero ma ci credo
- Titolo originale: Bad Luck Duck
- Trama: Inseguendo Negaduck, Darkwing finisce su un'isola ma viene accusato dai suoi abitanti del furto del loro amuleto, una pietra con il potere di dare vita alle cose.

## Seconda stagione

### Un posto all'ombra
- Titolo originale: That Sinking Feeling
- Trama: Il perfido Talponi ...

### Horror Show
- Titolo originale: Flim Flam
- Trama: Tuskernini ...

### La nascita di Negaduck
- Titolo originale: Negaduck
- Trama: Megavolt, ha creato un "divisotrone" : nel momento in cui Darkwing tenta di catturarlo, Megavolt lo colpisce privandolo dell'identità di eroe.

### La ragazza criminale
- Titolo originale: Fungus Amongus
- Trama:

### Gli schiavi della moda
- Titolo originale: Slaves to Fashion
- Trama: Tuskernini ...

### La rivolta del mare
- Titolo originale: Something Fishy
- Trama: Darkwing, Ocalina e Jet incontrano Nettunia, una pesciolina mutante che tenta, sbagliando, di conquistare la Terra.

### L'ira dei titani
- Titolo originale: Tiff of the Titans
- Trama: Darkwing Duck e Robopap (Fenton Paper-conchiglia), amico di Jet da Paperopoli, dovranno affrontare insieme Becco D'Acciaio.

### Camilla il camaleonte
- Titolo originale: Calm a Chameleon
- Trama:

### Un alieno per cappello
- Titolo originale: Battle of the Brainteasers
- Trama:

### Cattive notizie
- Titolo originale: Bad Tidings
- Trama: Becco D'Acciaio ...

### Un papero a tutto gas
- Titolo originale: Going Nowhere Fast
- Trama: Negaduck ...

### Il pennello magico
- Titolo originale: A Brush with Oblivion
- Trama:

### Il mercante della minaccia
- Titolo originale: The Merchant of Menace
- Trama:

## Terza stagione

### Il castello dei mostri
- Titolo originale: Monsters R Us
- Trama:

### Gli antenati maldestri
- Titolo originale: Inherit the Wimp
- Trama: Darkwing, scopre che Jet si è smarrito per colpa della macchina del tempo di Quackerjack. Però arrivano dei loro antenati. Nel frattempo Megavolt sta dominando a St. Canard.

### La rivincita dei cappelli
- Titolo originale: The Revenge of the Return of the Brainteasers, Too!
- Trama:

### Circuiti impazziti
- Titolo originale: Star Crossed Circuits
- Trama: Nel sogno di Darkwing, i Cinici Cinque, Becco D'Acciaio e Tuskernini sono stanchi delle sconfitte, e per vendicarsi di Darkwing, creano inutilmente una macchina di circuiti per sistemarlo.

### Lo sterminatore
- Titolo originale: Steerminator
- Trama: Quelli del F.O.W.L. portano in vita Toros Bulba che decide di vendicarsi di Darkwing Duck.

### Le tre onde del male
- Titolo originale: The Frequency Fiends
- Trama: Ocalina

### Gara di fumetti
- Titolo originale: Paint Misbehavin
- Trama:

### Non scherzare con la magia
- Titolo originale: Hot Spells
- Trama:

### Come ti invento lo scoop
- Titolo originale: Fraudcast News
- Trama:

### I compagni di scuola
- Titolo originale: Clash Reunion
- Trama: Darkwing e Megavolt scoprono di avere frequentato lo stesso liceo. È una scoperta indimenticabile.

### La battaglia dei mutanti
- Titolo originale: Mutantcy on the Bouncy
- Trama:

### Un ristorante molto particolare
- Titolo originale: Malice's Restaurant
- Trama: L'ultima tentazione di Negaduck è usare dei coniglietti per rovinare il ristorante di Morgana

### Il mistero dell'ambra
- Titolo originale: Extinct Possibility
- Trama: Con la macchina del tempo di Quackerjack, Darkwing va nella "preistoria futuristica" per verificare che lui stesso sarà intrappolato in un'ambra.